# Tres Isletas
Tres Isletas är en kommunhuvudort i Argentina.   Den ligger i provinsen Chaco, i den norra delen av landet, 900 km norr om huvudstaden Buenos Aires. Tres Isletas ligger 102 meter över havet och antalet invånare är 24 747.
Terrängen runt Tres Isletas är mycket platt.
Omgivningarna runt Tres Isletas är en mosaik av jordbruksmark och naturlig växtlighet. Runt Tres Isletas är det glesbefolkat, med 9 invånare per kvadratkilometer.